# Jezioro Bytowskie
Jezioro Bytowskie – jezioro na Pojezierzu Ińskim, położone w gminie Dobrzany, w powiecie stargardzkim, w woj. zachodniopomorskim.
Według danych gminy Dobrzany powierzchnia zbiornika wynosi 12,00 ha.
Nad północno-zachodnim brzegu położona jest wieś Bytowo, z której wychodzi droga lokalna dzielająca północną część jeziora na dwie części.